# Катастрофа SSJ 100 в Шереметьеве
Катастрофа SSJ 100 в аэропорту Шереметьево — авиационная катастрофа, произошедшая в воскресенье 5 мая 2019 года. Авиалайнер Sukhoi Superjet 100-95B авиакомпании «Аэрофлот» выполнял плановый рейс SU1492 по маршруту Москва — Мурманск, но через 27 минут после взлёта был вынужден вернуться в аэропорт вылета из-за технических неполадок на борту.
Во время грубой посадки лайнер получил повреждения от козления, ставшие причиной возникновения пожара, в результате которого самолёт частично разрушился и сгорел.
По данным СК России, из находившихся на его борту 78 человек (73 пассажира и 5 членов экипажа) погиб 41 (40 пассажиров и 1 член экипажа); выжили 37, 10 из них были госпитализированы. Согласно предварительному отчёту комиссии МАК, 1 член экипажа и 2 пассажира получили серьёзные телесные повреждения, 3 члена экипажа и 4 пассажира — незначительные.

## Экипаж
Состав экипажа рейса SU1492:
- Командир воздушного судна (КВС) —  42-летний[6] Денис Евдокимов[7][8]. Проработал в авиакомпании «Аэрофлот» 3 года и 8 дней (с 27 апреля 2016 года). Управлял самолётами Як-52, Let L-410 Turbolet, Ил-76 и Boeing 737. На командира SSJ 100 был квалифицирован 5 октября 2016 года. Налетал 6800 часов, 1570 из них на SSJ 100 (1428 из них в должности КВС).
- Второй пилот — 36-летний Максим Кузнецов[9]. Проработал в авиакомпании «Аэрофлот» 11 месяцев (с 23 мая 2018 года). Налетал 765 часов, 615 из них на SSJ 100[6].

В салоне самолёта работали три бортпроводника:
- Ксения Фогель[8], 27 лет — старший бортпроводник. Налетала 2644 часа, 150 из них на SSJ 100[6].
- Татьяна Касаткина[8], 34 года. Налетала 2466 часов, 520 из них на SSJ 100[6].
- Максим Моисеев[8], 21 год. Налетал 651 час, 50 из них на SSJ 100[6].

## Хронология событий
Самолёт совершал регулярный рейс SU1492 Москва — Мурманск из аэропорта Шереметьево. Согласно информационному письму Росавиации от 17.05.2019 № Исх-15665/02 «Информация по безопасности полётов № 7», события развивались следующим образом.
В 18:03 экипаж самолёта произвёл взлёт с взлётно-посадочной полосы 24C. Взлётная масса самолёта составляла 43 545 кг, что не превышало максимально допустимого значения. Автомат тяги был включён перед взлётом. На высоте 215 м экипаж включил автопилот.
В 18:08 на высоте около 2700 м и удалении около 30 км от аэродрома Шереметьево при прохождении засветок на борту был зарегистрирован сбой в работе электронных блоков с отключением автопилота и перехода системы управления в режим «direct mode». В этом режиме нужно управлять самолётом напрямую, без коррекции управляющих действий автоматикой. Перезапуск автопилота и выход из direct mode во время полёта является невозможным. Через 30 секунд было зарегистрировано отключение автомата тяги. Пилотирование самолёта в ручном режиме взял на себя КВС. До нарушения электропитания осуществлялась радиосвязь с диспетчерами. В дальнейшем экипаж не смог связаться с диспетчером подхода на установленной частоте, затем радиосвязь была восстановлена на аварийной частоте. По результатам последующего осмотра обломков лайнера на элементах корпуса были обнаружены множественные следы поражения молнией.
В 18:09:32 экипажем был установлен код ответчика 7600 (потеря радиосвязи). КВС принял решение о возврате на аэродром вылета. Заход на посадку выполнялся на полосу 24L с использованием курсо-глиссадной системы в ручном режиме. К моменту входа в глиссаду масса самолёта составляла около 42 600 кг, что на 1600 кг превышало максимально допустимую посадочную массу. Механизация крыла была выпущена в соответствии с условиями захода на посадку.
В 18:26:31 экипажем был установлен код ответчика 7700, означающий аварийную ситуацию на борту. Снижение по глиссаде осуществлялось без существенных отклонений на скорости 287—296 км/ч при рекомендуемой скорости 287 км/ч. Заход производился в условиях бокового ветра силой до 16 м/с. На высоте 335—275 м зарегистрировано пять циклов предупреждения речевого информатора «go around, windshear ahead» («уходи на второй круг, впереди сдвиг ветра»).
С высоты 80 м самолёт стал уходить ниже глиссады, на высоте 55 м сработало предупреждение об уходе с глиссады. На высоте 55—12 м режим работы двигателей был увеличен, что к моменту прохода торца полосы на высоте 12 м привело к росту приборной скорости до 304 км/ч, а к высоте 5 м — до 315 км/ч.
После установки рычага управления двигателем в положение «малый газ» по соответствующей команде компьютера, КВС несколько раз отклонил ручку управления вперёд и назад с большой амплитудой (вплоть до максимальных значений), что привело к изменению угла тангажа в диапазоне от +6 до −2°.
Через 900 м от входного торца полосы и скорости 293 км/ч произошло первое касание полосы всеми колёсами с вертикальной перегрузкой не менее 2,55 g с последующим отскоком на высоту 2 м. Автоматический выпуск интерцепторов в режиме ручного управления не предусмотрен, ручной выпуск экипаж не производил, так как не был достигнут устойчивый пробег по полосе. Через 2 секунды на приборной скорости 287 км/ч произошло повторное касание полосы с опережением на переднюю опору шасси с вертикальной перегрузкой не менее 5,85 g, после чего самолёт опять подскочил на высоту 6 м. Третье касание полосы произошло на скорости 258 км/ч с вертикальной перегрузкой не менее 5 g. Последовало разрушение конструкции с проливом топлива и пожаром.
В 18:30:18 поступил первый сигнал о пожаре из заднего багажно-грузового отсека. В этот момент самолёт имел скорость около 185 км/ч и двигался по полосе на «брюхе» и передней опоре шасси — единственной уцелевшей после ударов о землю. В 18:30:34 поступил сигнал о пожаре вспомогательной силовой установки (ВСУ).
В 18:30:38 охваченный пламенем самолёт остановился.
В 18:30:58 сработала система пожаротушения в отсеке ВСУ. Двигатели самолёта работали до момента прекращения записи параметрического самописца в 18:31:05.
По данным пресс-службы АО «Международный аэропорт Шереметьево», в 18:31 руководитель полётов по организации воздушного движения Шереметьева объявил сигнал «Тревога». В это же время началась эвакуация пассажиров силами экипажа по двум надувным трапам в носовой части.
В 18:32 к горящему самолёту прибыл первый расчёт аварийно-спасательной команды аэропорта и начал тушить пожар. Менее чем за две минуты к нему присоединились ещё пять расчётов.
В 18:35 спасатели вошли в горящий лайнер.
В 18:48 пожар был потушен, лайнер частично сгорел (полностью выгорела и разрушилась хвостовая часть).
На борту самолёта находились 78 человек: 73 пассажира и 5 членов экипажа. Спаслись 33 пассажира и 4 члена экипажа (оба пилота и две стюардессы), погибли 40 пассажиров и 1 член экипажа. Почти все погибшие пассажиры занимали места в хвостовой части самолёта (с 11 по 20 ряд); погибший бортпроводник Максим Моисеев также находился в хвостовой части салона. 10 человек были госпитализированы, у них диагностированы отравления продуктами горения, термоингаляционные и другие травмы.
Страховая компания выплатила компенсации семьям всех погибших в катастрофе самолёта в размере до 19 миллионов рублей, по словам адвоката Павла Герасимова, это «самые крупные выплаты в истории России».

## Расследование

### Работа комиссии по расследованию катастрофы
Расследование причин катастрофы вела комиссия Межгосударственного авиационного комитета (МАК).
Специалисты МАК провели исследование бортовых самописцев. Параметрический самописец получил серьёзные повреждения в результате воздействия высоких температур, состояние речевого самописца удовлетворительное. 17 мая председатель комиссии МАК объявил о завершении расшифровки данных эксплуатационного и аварийного бортовых параметрических самописцев и начале анализа полученной информации.
17 мая Росавиация опубликовала рекомендации компаниям-эксплуатантам SSJ100 по проведению дополнительных тренировок экипажей самолётов, в том числе по отработке разных видов захода на посадку при ограниченной функциональности управления и действий при возникновении пожара на борту. Росавиация и «Аэрофлот» отмечают, что опубликованный документ не является оценкой действий пилотов потерпевшего аварию самолёта.
5 июня 2019 года техническая комиссия Межгосударственного авиационного комитета рассмотрела предварительный отчёт о катастрофе и выступила с заявлением, что в соответствии с международной и российской практикой в нём не будут приведены причины катастрофы. 14 июня 2019 года Межгосударственный авиационный комитет опубликовал предварительный отчёт о произошедшем. В нём говорится, что в ходе расследования на фюзеляже самолёта и наружных датчиках были обнаружены следы от молнии.
28 марта 2025 года МАК завершил расследование авиакатастрофы, комиссия установила, что основной причиной авиакатастрофы стали «...некоординированные управляющие действия КВС на этапе выравнивания при посадке и при повторных отделениях самолета от ВПП («козлении»), выразившиеся в неоднократном несоразмерном знакопеременном перемещении ручки управления по тангажу с фиксацией в крайних положениях...». Среди сопутствующих причин отмечались недостатки в эксплуатационной документации. Также, МАК рекомендовал разработчику судна доработать конструкцию самолёта и лётную документацию, в частности, комиссия предложила изменить конструкцию шасси.

### Следствие по уголовному делу
В связи с катастрофой следственные органы Московского межрегионального СУ на транспорте СК России возбудили уголовное дело по признакам преступления, предусмотренного ч. 3 ст. 263 УК РФ («Нарушение правил безопасности движения и эксплуатации воздушного транспорта, повлёкшее по неосторожности смерть двух и более лиц»).
По решению председателя СК России уголовное дело было передано для дальнейшего расследования в центральный аппарат ведомства.
По состоянию на 6 мая 2019 года следствие рассматривало несколько версий, включая отказ техники, неблагоприятные погодные условия, а также недостаточную квалификацию пилотов, диспетчеров и обслуживающего персонала.
2 октября 2019 года старший следователь по особо важным делам главного управления по расследованию особо важных дел Следственного комитета России (ГУРОВД СКР) Иван Сибул предъявил командиру воздушного судна Денису Евдокимову обвинение по ч. 3 статьи 263 УК РФ и отпустил под подписку о невыезде. Евдокимов не признал вины в нарушении правил полётов. По его мнению, к катастрофе привела «некорректная» реакция самолёта на действия ручкой управления во время посадки. Причиной гибели людей во время пожара Евдокимов считает открытую кем-то заднюю дверь, что, по его мнению, значительно ускорило проникновение огня в салон самолёта. По сообщению ТАСС, заднюю дверь пытался открыть погибший во время катастрофы бортпроводник Максим Моисеев. Из отчёта комиссии МАК следует, что рычаг навески задней левой двери пассажирской кабины находится в открытом положении. Защитники Евдокимова просили провести дополнительную экспертизу крепления шасси, предполагая наличие в ней конструктивных недостатков, приведших к пробитию топливных баков при аварийной посадке.
15 апреля 2020 Следственный комитет завершил расследование уголовного дела в отношении командира воздушного судна Дениса Евдокимова. По версии СК, во время посадки он нарушил установленные правила, что повлекло разрушение самолёта и возгорание, приведшее к гибели людей. СК счёл опровергнутой версию Евдокимова о возможной неисправности самолёта, вызвавшей его неадекватную реакцию на управляющие действия во время посадки. Материалы уголовного дела были переданы Генпрокуратуре РФ для утверждения обвинительного заключения и передачи в суд. По сообщению информационного агентства РБК, Евдокимов свою вину не признал.
20 апреля 2020 года обвинительное заключение утверждено в Генеральной прокуратуре Российской Федерации. Уголовное дело было направлено в Химкинский городской суд Московской области для рассмотрения по существу.
Денис Евдокимов на время судебных разбирательств был отстранён от полетов и находился под подпиской о невыезде. По состоянию на 2 февраля 2022 никто из потерпевших и потерявших родных вследствие катастрофы претензий к пилоту не выразил. По сообщению адвоката Игоря Трунова, потерпевшие (31 человек) по делу о катастрофе SSJ-100 подали иск в Парижский суд против пяти зарубежных и одной российско-французской компаний, которые производили комплектующие для лайнера.
20 июня 2023 года суд приговорил к 6 годам колонии-поселения КВС Евдокимова. Кроме того, с него взыскали 2,5 млн руб. в пользу двух потерпевших и запретили на три года занимать должность пилота самолёта.

### Комментарии
1. ↑  Здесь и далее указано московское время (UTC+3). В письме Росавиации используется время UTC.